# Bertha Lutz
Bertha Lutz, född 2 augusti 1894, död 16 september 1976, var en brasiliansk rösträttsaktivist. Hon spelade en ledande roll inom rörelsen för rösträtt för kvinnor i sitt land. Hon grundade landets ledande organisation för kvinnors rösträtt, Federação Brasileira pelo Progresso Feminino, som hon ledde under hela rösträttskampen 1922–1932.